# Внутреннее Японское море
Внутреннее Японское море (яп. 瀬戸内海 Сэто-Найкай, букв. «Внутреннее море-пролив») — море в составе Тихого океана. На севере и востоке омывает западную часть южного берега острова Хонсю, на юго-западе — берег Кюсю, на юге — берег Сикоку. На западе через пролив Каммон (пролив Симоносэки) соединяется с Японским морем, с Тихим океаном соединяется через проливы Хаясуи и Бунго на юго-западе, и Кии и Наруто на востоке.
Внутреннее Японское море представляет собой систему проливов и морских бассейнов, включает в себя плёсы Харима-Нада, Бинго-Нада, Хиути-Нада, Аки-Нада, Иё-Нада, Суо-Нада. Площадь моря составляет примерно 18 000 км². Длина с запада на восток 445 км, ширина с севера на юг от 15 до 55 км. Море в основном мелководное, средняя глубина составляет 20-60 м. Максимальная глубина — 241 м. Солёность воды 30—34 ‰. Средняя температура поверхности воды в августе составляет около 27 °C, в феврале — около 16 °C. Береговая линия Внутреннего Японского моря сильно изрезана. В большом количестве присутствуют бухты и острова, последних около 1000. Крупнейшим островом моря является Авадзи. Дно покрывают илистые пески с вкраплениями гальки и валунов.
Регион Внутреннего Японского моря с древности играл важнейшую транспортную роль. Быстрая индустриализация и рост населения, начавшиеся в период Мэйдзи, сделали регион Внутреннего моря одним из ключевых промышленных центров современной Японии. Следствием этого стала серьёзная угроза окружающей среде. 16 марта 1934 года был образован национальный парк «Сэто-Найкай».

## История

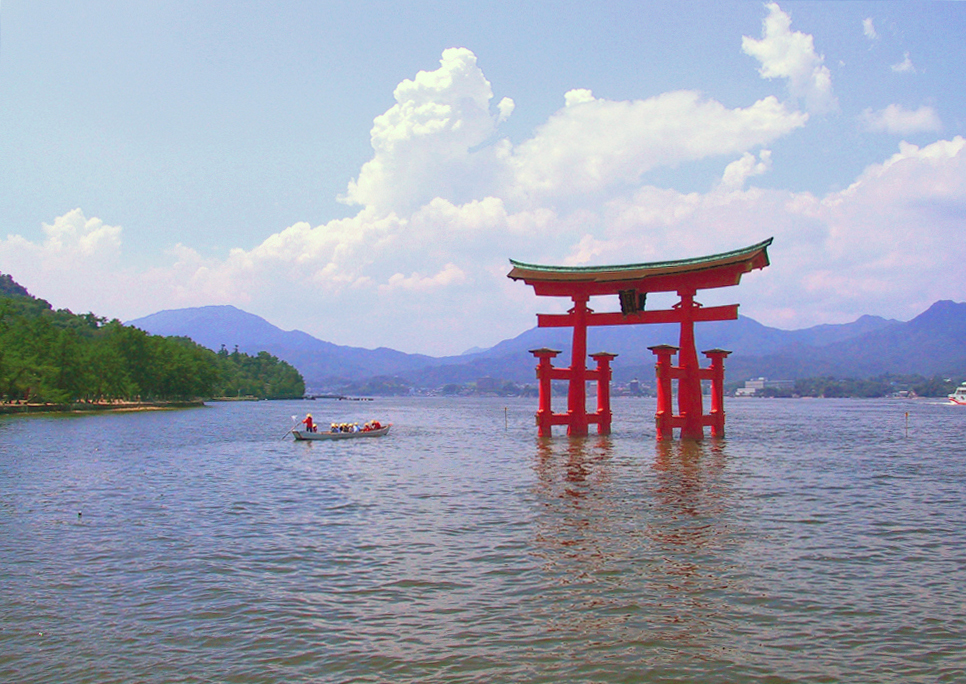
Святилище Ицукусима, построенное Тайра-но Киёмори на побережье Внутреннего Японского моря (г. Хацукаити, префектура Хиросима).

Считается, что современное Внутреннее Японское море образовалось в результате таяния ледника 12—10 тыс. лет назад и поднятия уровня мирового океана, воды которого затопили равнинные земли между регионами Тюгоку и Сикоку.
Уже с неолитических времен Внутреннее Японское море использовалось как главная транспортная артерия, связывавшая остров Кюсю с регионом Кинки. В исторические времена значение моря возросло — по нему передавались в Японию достижения Китайской цивилизации. Даже после создания дороги Саньо, Внутреннее Японское море оставалось главным транспортным путём.
Благодаря своему выгодному географическому положению и концентрации товарооборота, море издавна привлекало местных властей. В XII веке самурайский лидер Тайра-но Киёмори перенес столицу страны из Киото на берег Внутреннего моря в район современного города Кобе.

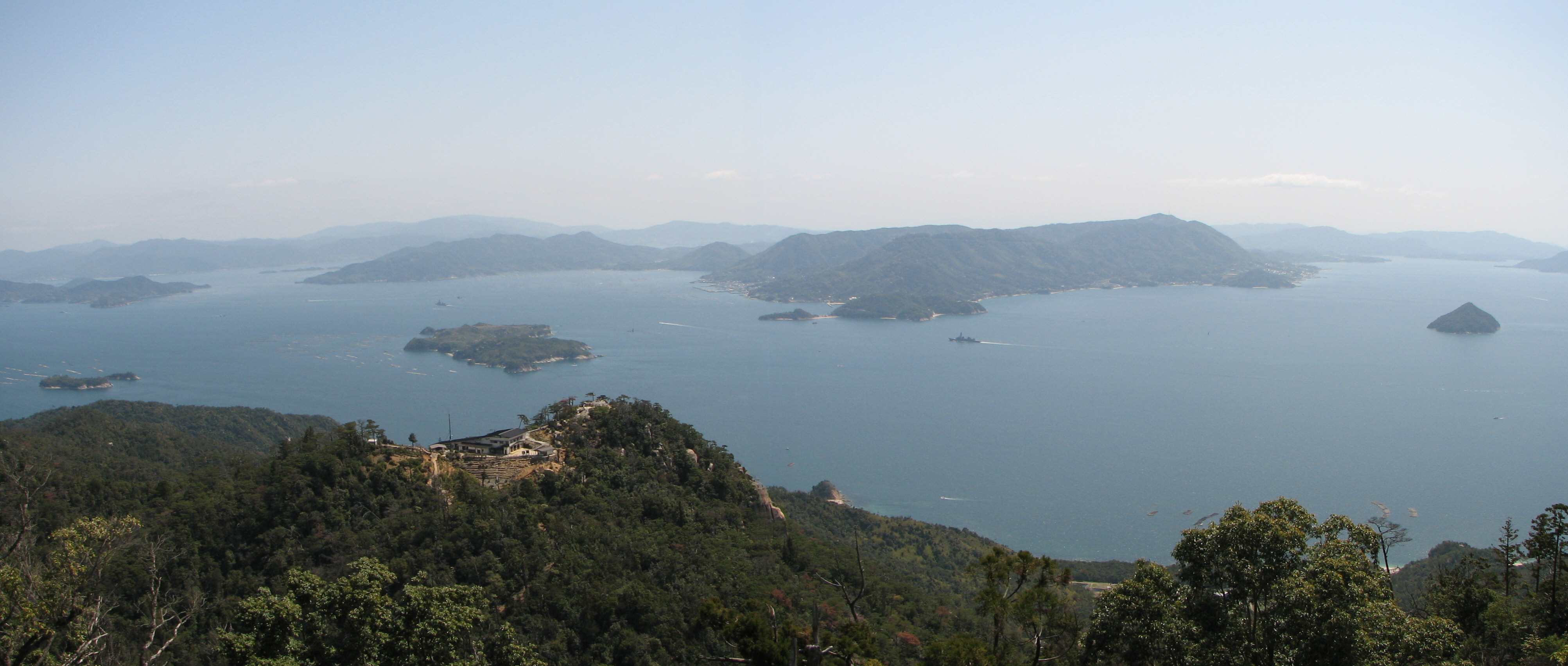
Вид островов с острова Ицукусима

В XIV—XVI веках, в связи с постоянными внутренними войнами, власть на море захватили пиратские вожаки. Они создали сеть «морских замков» и поставили под свой контроль всю морскую торговлю. Наиболее влиятельными из них были пиратские флоты семьи Мураками (префектура Эхимэ) и Кобаякава (префектура Хиросима), которые получили самурайский статус.
В периоде Эдо (1603—1867) Внутреннее Японское море было одной из самых загруженных транспортных линий. Поскольку крупнейшим торговым центром Японии тех времен был город Осака, лодки со всей страны нередко пересекали это море, обогащая местное население. Кроме этого, Внутреннее море было главным путём проникновения корейских и голландских посольств, которые направлялись в сёгунскую столицу Эдо (совр. Токио).
После реставрации Мэйдзи (1868) прибрежные районы Внутреннего Японского моря были быстро индустриализованы. Одна из штаб-квартир Японского императорского флота была расположена в приморском городе Куре (префектура Хиросима).
В XX веке развитие наземной инфраструктуры (строительство автомагистрали Саньо, развитие железнодорожного транспорта, мостов между Хонсю и Сикоку) уменьшили значение Внутреннего Японского моря. Однако и поныне оно остается важной международной и внутренней транспортной артерией.

## Промышленность
Побережье Внутреннего Японского моря является одной из наиболее индустриализированных зон современной Японии. Кроме главных промышленных центров, таких как Осака, Хиросима и Кобе, на берегу моря стоят города Хацукаити, Куре, Фукуяма, Ниихама и многие другие. Остров Инносима известен своими кораблестроительными верфями.
Главными отраслями промышленности являются сталеварение, кораблестроение, очистка и переработка нефтяных продуктов.
Кроме промышленности, регион Внутреннего Японского моря получает большие прибыли благодаря рыболовству, сельскому хозяйству и туризму.

## Туризм
Внутреннее Японское море является всемирно известным туристическим регионом. Его красоту прославляли китайские и корейские послы, средневековые и современные европейцы.
В 1934 году, за исключением префектур Осака и Вакаяма, территория побережья и самого моря, с его бесчисленными островами, была включена в Национальный парк «Внутреннее море» (瀬戸内海国立公园), который является одним из старейших национальных парков Японии.
Святилище Ицукусима, которое находится на одноимённом острове в городе Хацукаити (префектура Хиросима), зачислено в список Всемирного наследия ЮНЕСКО и является одним из самых известных японских туристических центров, наряду с Токио и Киото. Также известен город Куре, центр Японского флота во время Второй мировой войны, и город Хиросима, причисленный к Всемирному наследию ЮНЕСКО в связи с атомной бомбардировкой 1945 года.

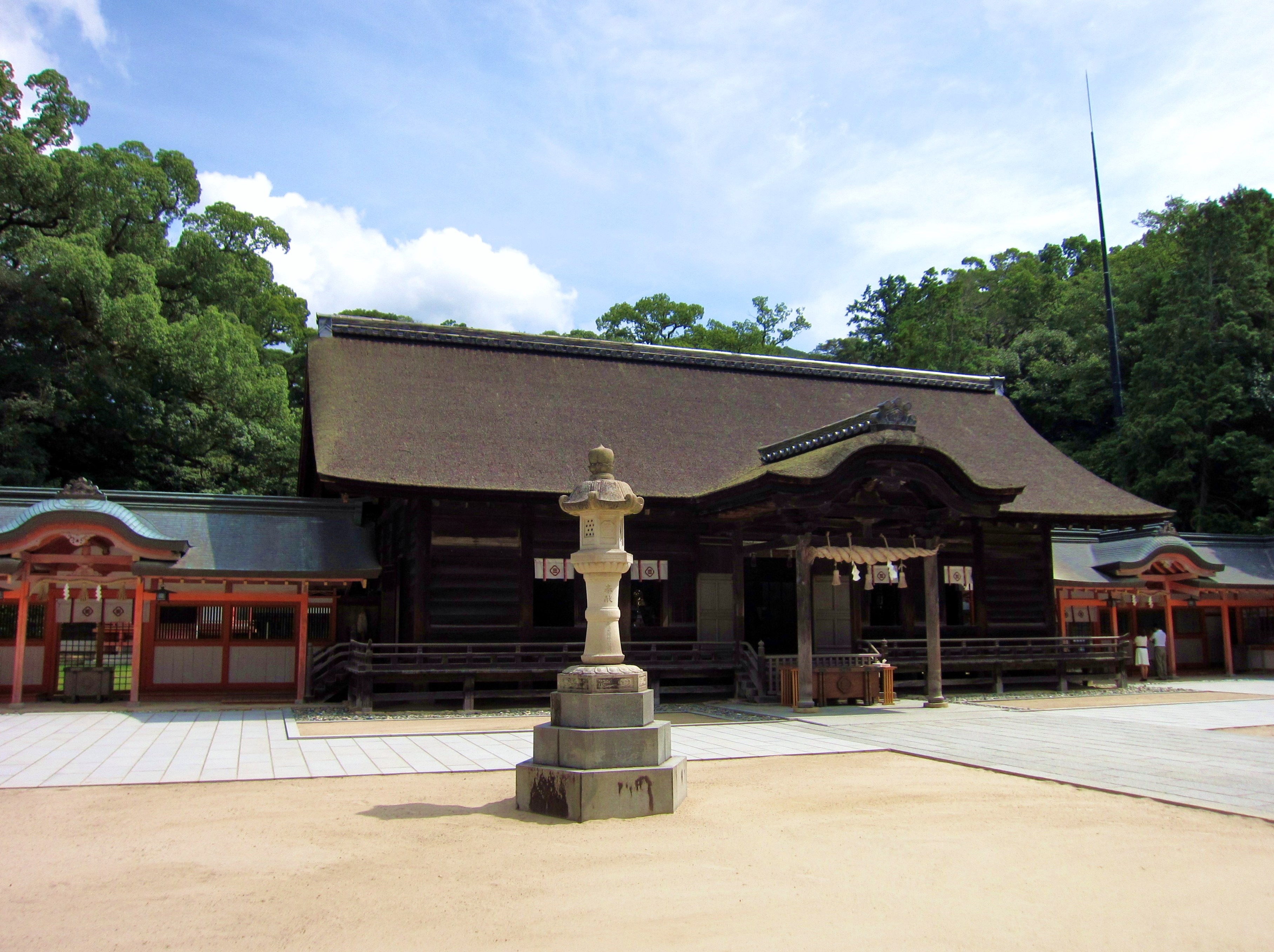
Святилище Оямадзуми-дзиндзя на острове Омисима

Кроме этих мест, известны также город Такехара, старинный город порт Томо, остатки пиратских баз Мураками и самурайское святилище Оямадзуми-дзиндзя на острове Омисима. Также многие туристы приезжают посмотреть на великолепные ландшафты Внутреннего Японского моря.
Знаменитый «Остров кроликов» привлекает туристов, желающих увидеть расплодившихся там животных.
С 2010 года на двенадцати островах и в двух приморских городах Внутреннего Японского моря проводится международный фестиваль современного искусства Триеннале Сетоути.
В Такамацу расположен Музей народной истории Внутреннего Японского моря, посвященный истории и этнографии региона Внутреннего Японского моря.

## Фауна
Известно свыше 500 видов морских животных, обитающих в этом море. Примерами могут служить Айю, рыбы амфидромы, мечехвосты, беспёрая морская свинья и белая акула, изредка нападающая на людей.

## Основные порты

Порты, паромные линии и мосты Внутреннего Японского моря

- Осака
- Кобе
- Хиросима
- Симоносеки
- Китакюсю

## Проливы
- Мэнэко — между островами Хонсю и Симо-Камагари.
- Санносэ — между островами Симо-Камагари и Ками-Камагари.

## Острова
В Японском Внутреннем море насчитывается более трёх тысяч островов. Важнейшими из них являются:
- Восточная часть: Авадзи, Сёдосима
- Центральная часть: Ицукусима
- Западная часть: Суоосима

## Мосты
- Мост Акинада (№ 1) — соединяет острова Хонсю, Мэнэко и Симо-Камагари.
- Мост Камагари (№ 2) — соединяет острова Симо-Камагари и Ками-Камагари.
- Мост Сэто — соединяет острова Хонсю и Сикоку.